# Bulhary
Bulhary är en ort i Tjeckien.   Den ligger i regionen Södra Mähren, i den sydöstra delen av landet, 220 km sydost om huvudstaden Prag. Bulhary ligger 171 meter över havet och antalet invånare är 791.
Terrängen runt Bulhary är huvudsakligen platt, men åt nordväst är den kuperad.Runt Bulhary är det ganska tätbefolkat, med 75 invånare per kvadratkilometer. Närmaste större samhälle är Břeclav, 12,6 km sydost om Bulhary. Trakten runt Bulhary består till största delen av jordbruksmark.